# Circunferência circunscrita

Circunferência circunscrita e circuncentro de um polígono (em vermelho)

Em geometria, a circunferência circunscrita é a circunferência que passa por todos os vértices de um polígono e contém completamente a dita figura em seu interior. O centro da circunferência circunscrita se chama circuncentro e seu raio circunraio.
Um polígono que tem uma circunferência circunscrita se chama polígono cíclico. Todos os polígonos simples regulares, todos os triângulos e todos os retângulos são cíclicos. Em todo polígono cíclico o circuncentro se localiza no ponto de interseção das mediatrizes dos lados do polígono.

## Circunferência circunscrita de triângulos
O circuncentro é o ponto de intersecção das três mediatrizes de um triângulo e é o centro da circunferência circunscrita.
Os vértices de um triângulo, como extremos de cada lado, se encontram na mesma distância dos pontos de suas mediatrizes, logo o ponto onde estas se cortam é equidistante dos três vértices: o circuncentro. Este ponto é geralmente expresso com a letra O.
Serve para desenhar o círculo que passa pelos três vértices do triângulo.
Três casos de triângulos:
- Triângulo retângulo, circuncentro no ponto médio da hipotenusa.
- Triângulo obtusângulo, circuncentro no exterior do triângulo.
- Triângulo acutângulo, circuncentro no interior do triângulo.

## Circunferência circunscrita de quadriláteros

Quadriláteros cíclicos

Os quadriláteros inscritos possuem propriedades particulares, incluindo que os ângulos opostos são suplementares que podem ser deduzidos da generalização do arco capaz.